# Babylon by Bus
Babylon by Bus è un doppio album dal vivo di Bob Marley & the Wailers, pubblicato nel 1978. Le tracce del disco (con due eccezioni) vennero registrate nelle date di Parigi del "Kaya Tour" che si tennero il 25, 26 e 27 giugno del 1978. Di pregevole realizzazione tecnica, è tuttora considerato uno dei migliori album live di musica reggae.
La copertina originale dell'LP che riproduce un'immagine di un autobus, era sagomata e con i quattro finestrini ritagliati che rivelavano le immagini interne.

## Tracce
Tutte le canzoni sono scritte da Bob Marley eccetto ove indicato.

### Disco 1
Lato A
1. Positive Vibration (Vincent Ford)
2. Punky Reggae Party (Bob Marley/Lee Perry)
3. Exodus

Lato B
1. Stir It Up
2. Rat Race (Rita Marley)
3. Concrete Jungle
4. Kinky Reggae

### Disco 2
Lato A
1. Lively Up Yourself
2. Rebel Music (3 O'Clock Roadblock) (Aston Barrett/Hugh Peart)
3. War / No More Trouble (Alan Cole/Carlton Barrett/Bob Marley)

Lato B
1. Is This Love
2. Heathen
3. Jamming

## Formazione
- Bob Marley - voce, chitarra ritmica
- Aston "Family Man" Barrett - basso
- Carlton Barrett - batteria
- Tyrone "Organ D" Downie - tastiere
- Alvin "Seeco" Patterson - percussioni
- Junior Marvin - chitarra solista
- Al Anderson - chitarra solista
- Earl "Wire" Lindo - tastiere
- Rita Marley - cori
- Marcia Griffiths - cori
- Judy Mowatt - cori

## Classifiche
| Classifica (1978/79) | Posizione massima |
| -------------------- | ----------------- |
| Francia              | 3                 |
| Germania             | 30                |
| Italia               | 13                |
| Norvegia             | 15                |
| Nuova Zelanda        | 21                |
| Paesi Bassi          | 4                 |
| Regno Unito          | 40                |
| Stati Uniti          | 102               |
| Stati Uniti (R&B)    | 58                |
| Svezia               | 44                |